# Димитър Герджиков
Димитър Герджиков е български състезател по биатлон, участник на зимните олимпийски игри във Пьонгчанг през 2018 г..
Герджиков е роден на 27 март 1992 г. в Смолян и започва кариерата си на биатлонист през 2002 г. 

## Олимпийски игри
| Event          | Индивидуално | Спринт | Преследване | Масов Старт | Щафета | Смесена щафета |
| -------------- | ------------ | ------ | ----------- | ----------- | ------ | -------------- |
| Пьонгчанг 2018 | 43-то        | 81-во  | -           | –           | 16-о   | –              |

## Успехи
Световно първенство:
- 2015/16 – 3 старта
  - 2015: 16-и в щафетата

Световно първенство за юноши:
- 2008, 2010/13 – 15 старта
  - 2010: 8-и в спринта

Европейско първенство:
- 2017: 4-ти в щафетата